# Alberico Evani
Alberigo Evani (* 1. ledna 1963 Massa, Itálie) je bývalý italský fotbalový záložník a později fotbalový trenér.

## Klubová kariéra
Když měl 14 let odešel do Milána. První zápas za dospělé odehrál v posledním kole sezoně 1980/81. V následující sezoně již hrál v nejvyšší lize. První titul v lize získal v sezoně 1987/88, poté získal i Italský superpohár. Nejlepší roky ve své fotbalové kariéře nastali v letech 1989 až 1990. Za tuto dobu získal dva poháry za sebou a to poháry PMEZ (1988/89 a 1989/90), Superpohár UEFA (1989, 1990) a Interkontinentální pohár (1989, 1990). S příchodem nového trenéra Capella se přizpůsobil jeho vize ale dostával stále míň času na hřišti. I tak ještě přidal další dva tituly v lize (1991/92 a 1992/93). Za Rossoneri odehrál celkem 393 utkání a vstřelil 19 branek.
V roce 1993 odešel do Sampdorie, kde hrál čtyři roky do roku 1997. Za tu dobu získal s klubem italský pohár v sezoně 1993/94. Poté ještě hrál půl sezony v Reggianě a kariéru zakončil v roce 1998 v Carrarese.

## Hráčská statistika
| Sezóna  | Klub      | Liga     | Liga   | Liga | Ligové poháry | Ligové poháry | Ligové poháry | Kontinentální poháry | Kontinentální poháry | Kontinentální poháry | Celkem | Celkem |
| Sezóna  | Klub      | Soutěž   | Zápasy | Góly | Soutěž        | Zápasy        | Góly          | Soutěž               | Zápasy               | Góly                 | Zápasy | Góly   |
| ------- | --------- | -------- | ------ | ---- | ------------- | ------------- | ------------- | -------------------- | -------------------- | -------------------- | ------ | ------ |
| 1980/81 | Milán     | Serie B  | 1      | 0    | IP            | 0             | 0             | -                    | 0                    | 0                    | 1      | 0      |
| 1981/82 | Milán     | Serie A  | 10     | 0    | IP            | 0             | 0             | Stř.P                | 4                    | 0                    | 14     | 0      |
| 1982/83 | Milán     | Serie B  | 35     | 0    | IP            | 6             | 0             | -                    | 0                    | 0                    | 41     | 0      |
| 1983/84 | Milán     | Serie A  | 28     | 2    | IP            | 5             | 0             | -                    | 0                    | 0                    | 33     | 2      |
| 1984/85 | Milán     | Serie A  | 27     | 0    | IP            | 10            | 0             | -                    | 0                    | 0                    | 37     | 0      |
| 1985/86 | Milán     | Serie A  | 30     | 0    | IP            | 7             | 0             | UEFA                 | 5                    | 0                    | 42     | 0      |
| 1986/87 | Milán     | Serie A  | 7      | 0    | IP            | 5             | 0             | -                    | 0                    | 0                    | 12     | 0      |
| 1987/88 | Milán     | Serie A  | 27     | 2    | IP            | 2             | 0             | UEFA                 | 1                    | 0                    | 30     | 2      |
| 1988/89 | Milán     | Serie A  | 30     | 3    | IP+IS         | 3+1           | 0             | PMEZ                 | 5                    | 0                    | 39     | 3      |
| 1989/90 | Milán     | Serie A  | 32     | 3    | IP            | 5             | 0             | PMEZ+ES+IP           | 9+2+1                | 1+1+1                | 49     | 6      |
| 1990/91 | Milán     | Serie A  | 24     | 3    | IP            | 2             | 0             | PMEZ+ES+IP           | 4+2+0                | 0+1+0                | 32     | 1      |
| 1991/92 | Milán     | Serie A  | 27     | 1    | IP            | 4             | 0             | -                    | 0                    | 0                    | 31     | 1      |
| 1992/93 | Milán     | Serie A  | 18     | 0    | IP+IS         | 4+0           | 1+0           | LM                   | 6                    | 0                    | 28     | 1      |
| 1993/94 | Sampdoria | Serie A  | 31     | 1    | IP            | 9             | 1             | -                    | 0                    | 0                    | 40     | 2      |
| 1994/95 | Sampdoria | Serie A  | 24     | 1    | IP+IS         | 4+1           | 0             | PVP                  | 4                    | 0                    | 32     | 1      |
| 1995/96 | Sampdoria | Serie A  | 29     | 0    | IP            | 2             | 0             | -                    | 0                    | 0                    | 31     | 0      |
| 1996/97 | Sampdoria | Serie A  | 10     | 0    | IP            | 2             | 0             | -                    | 0                    | 0                    | 12     | 0      |
| 1997    | Reggiana  | Serie B  | 7      | 0    | IP            | 4             | 0             | -                    | 0                    | 0                    | 11     | 0      |
| 1998    | Carrarese | Serie C1 | 12     | 1    | -             | 0             | 0             | -                    | 0                    | 0                    | 12     | 1      |
| Celkem  | Celkem    | Celkem   | 409    | 17   | -             | 76            | 2             | -                    | 43                   | 4                    | 529    | 23     |

## Reprezentační kariéra
Za reprezentaci nastoupil do 15 utkání. Ještě než nastoupil do prvního utkání, byl povolán na OH 1988, kde odehrál čtyři zápasy. Až dne 21. prosince 1991 odehrál první oficiální utkání proti Kypru (2:0). Byl nominován na MS 1994. Odehrál dva zápasy. První byl v prvním utkání ve skupině a druhý byl ve finále proti Brazílii, kde prohráli na penalty a tak domů si odvez stříbrnou medaili. Poslední utkání odehrál 8. října 1994 proti Estonsku (2:0).

### Statistika na velkých turnajích
| Reprezentace | Rok     | Zápasy               | Zápasy | Zápasy    | Zápasy           | Zápasy           | Zápasy            |
| Reprezentace | Rok     | Fáze turnaje         | Datum  | Soupeř    | Odehraných minut | Vstřelené branky | Výsledek          |
| ------------ | ------- | -------------------- | ------ | --------- | ---------------- | ---------------- | ----------------- |
| Itálie       | OH 1988 | 1 zápas ve skupině B | 17. 9. | Guatemala | 60               | 1                | 5:2               |
| Itálie       | OH 1988 | 3 zápas ve skupině B | 21. 9. | Irák      | 90               | 0                | 2:0               |
| Itálie       | OH 1988 | Čtvrtfinále          | 25. 9. | Švédsko   | 73               | 0                | 2:1 v prodl.      |
| Itálie       | OH 1988 | Semifinále           | 27. 9. | SSSR      | 70               | 0                | 2:3 v prodl.      |
| Itálie       | MS 1994 | 1 zápas ve skupině   | 18. 6. | Irsko     | 45               | 0                | 0:1               |
| Itálie       | MS 1994 | Finále               | 17. 7. | Brazílie  | 25               | 0                | 0:0 (2:3) na pen. |

## Hráčské úspěchy

### Klubové
- 3× vítěz 1. italské ligy (1987/88, 1991/92, 1992/93)
- 2× vítěz 2. italské ligy (1980/81, 1982/83)
- 1× vítěz italského poháru (1993/94)
- 2× vítěz italského superpoháru (1988, 1992)
- 2× vítěz Ligy mistrů (1988/89, 1989/90)
- 2× vítěz evropského superpoháru (1989, 1990)
- 2× vítěz interkontinentálního poháru (1989, 1990)
- 1× vítěz středoevropského poháru (1981/82)

### Reprezentační
- 1× na MS (1994 – stříbro)
- 1× na ME 21 (1984 – bronz)
- 1x na OH (1988)